# Morimondo
Morimondo település Olaszországban, Lombardia régióban, Milánó megyében. Lakosainak száma 1007 fő (2023. január 1.). Morimondo Besate, Casorate Primo, Gudo Visconti, Ozzero, Rosate, Vigevano, Abbiategrasso, Bubbiano és Vermezzo con Zelo községekkel határos.

## Népesség
A település lakossága az elmúlt években az alábbi módon változott:
| Lakosok száma | 1204 | 1138 | 1121 | 1007 |
|               | 2013 | 2017 | 2018 | 2023 |